# Rigel (foguete)

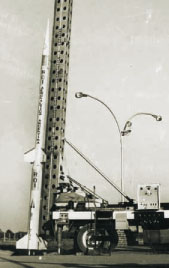
Foguete de sondagem Rigel.

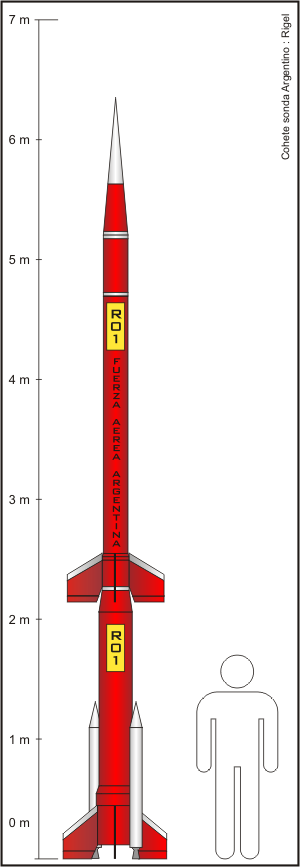

O Rigel, foi a materialização do primeiro foguete de sondagem fabricado na Argentina, capaz de atingir altitudes acima de 200 km.
Era composto pelo foguete Canopus I como primeiro estágio e o foguete Orión II como segundo, tendo o primeiro lançamento ocorrido em 12 de setembro de
1969.

## Especificações
- Número de estágios: 2
- Massa total: 330 kg
- Altura: 6,24 m
- Diâmetro: 28 cm e 20 cm
- Carga útil: 30 kg
- Apogeu: 300 km
- Lançamentos: 21